# Dolomedes clercki
Dolomedes clercki là một loài nhện trong họ Pisauridae.
Loài này thuộc chi Dolomedes. Dolomedes clercki được Eugène Simon miêu tả năm 1937.